# Mulhe
Mulhe este o localitate din comuna Šmartno pri Litiji, Slovenia, cu o populație de 13 locuitori.